# Гасконейд (Міссурі)
Гасконейд (англ. Gasconade) — місто (англ. city) в США, в окрузі Ґасконейд штату Міссурі. Населення — 172 особи (2020).

## Географія
Гасконейд розташований за координатами 38°40′13″ пн. ш. 91°33′36″ зх. д. / 38.67028° пн. ш. 91.56000° зх. д. (38.670263, -91.559935).  За даними Бюро перепису населення США в 2010 році місто мало площу 0,53 км², уся площа — суходіл.

## Демографія
Згідно з переписом 2010 року, у місті мешкали 223 особи в 97 домогосподарствах у складі 57 родин. Густота населення становила 424 особи/км².  Було 138 помешкань (263/км²).
Расовий склад населення:
| - 99,1 % — білих - 0,4 % — чорних або афроамериканців |

До двох чи більше рас належало 0,4 %. Частка іспаномовних становила 0,0 % від усіх жителів.
За віковим діапазоном населення розподілялося таким чином: 23,3 % — особи молодші 18 років, 52,9 % — особи у віці 18—64 років, 23,8 % — особи у віці 65 років та старші. Медіана віку мешканця становила 46,3 року. На 100 осіб жіночої статі у місті припадало 90,6 чоловіків;  на 100 жінок у віці від 18 років та старших — 94,3 чоловіків також старших 18 років.
Середній дохід на одне домашнє господарство  становив 33 063 долари США (медіана — 34 167), а середній дохід на одну сім'ю — 36 518 доларів (медіана — 37 500). За межею бідності перебувало 10,9 % осіб, у тому числі 0,0 % дітей у віці до 18 років та 3,8 % осіб у віці 65 років та старших.
Цивільне працевлаштоване населення становило 66 осіб. Основні галузі зайнятості: виробництво — 22,7 %, публічна адміністрація — 13,6 %, мистецтво, розваги та відпочинок — 12,1 %, освіта, охорона здоров'я та соціальна допомога — 12,1 %.